# Asterina orthosticha
Asterina orthosticha är en svampart som beskrevs av Syd. 1930. Asterina orthosticha ingår i släktet Asterina och familjen Asterinaceae.   Inga underarter finns listade i Catalogue of Life.